# リットリオ (戦艦)
リットリオ (Littorio) は、イタリア海軍の戦艦。ヴィットリオ・ヴェネト級戦艦の2番艦。改名後はイタリアと呼ばれる。
艦名の“Littorio”とは古代ローマで、権力と結束のシンボル「ファスケス（斧の周囲に木の棒を束ねたもの）」を担っていた役職「リクトル(ラテン語：Lictor)」のイタリア語表記で、それより転じて公権力の象徴、結束の旗手を意味する。
また、ファスケスは国家ファシスト党のシンボルでもあり、三つ並んだファスケスは、ファシズム体制下イタリアの国家標識でもあった。

## 艦歴
「リットリオ」はジェノヴァのアンサルド造船所で1934年10月28日に起工する。1937年8月22日に進水し、イタリアがフランスおよびイギリスとの戦争開始後の1940年5月6日に竣工した。
1940年8月31日から9月2日、「リットリオ」は大規模なイタリア艦隊の一員としてハッツとMB3作戦参加中のイギリス海軍部隊迎撃に出撃したが、戦闘は発生しなかった。同様のことは9月29日から10月1日のイギリス軍のMB5作戦のときにもあった。
11月11日のタラント空襲で「リットリオ」には3本の魚雷が命中、修理に5ヶ月を要する損傷を負った。
修理完了後、1941年9月27日にマルタへ補給物資を輸送する連合国船団攻撃（ハルバード作戦を参照）に参加。12月17日、第1次シルテ湾海戦に参加。「リットリオ」は北アフリカへ補給物資を輸送するM42船団の遠距離護衛部隊に配属されており、その部隊がマルタへ向かうイギリス船団の護衛と交戦した。
1942年1月3日、「リットリオ」はM43船団支援の任務についた。3月22日、第2次シルテ湾海戦に参加。「リットリオ」はイギリスのマルタ行き船団攻撃に向かった部隊の旗艦であった。海戦中、「リットリオ」は主砲により駆逐艦「ハヴォック」と「キングストン」に命中弾を与えた。6月15日、マルタへ向かうヴィガラス船団の迎撃に向かう。その帰路、イギリス軍ビッカース ウェリントンの攻撃で魚雷1本が命中した。
1943年7月30日、「イタリア (Italia)」と改名される。7月25日にベニート・ムッソリーニが失脚、バドリオ政権が発足し9月8日にイタリアと連合国との休戦が成立すると、翌日イタリア艦隊は連合国に降伏。マルタへ向かったがその途中でフリッツXを搭載したドイツ軍Do 217の攻撃を受けた。「イタリア」は前部主砲の右舷側に被弾し、同じく被弾した同型艦の「ローマ」は沈没した。その後戦争の終わりまで「イタリア」はエジプトのグレートビター湖にとどまっていた。
「リットリオ」は46回の作戦活動に参加し、その内の9回は索敵攻撃任務であり、3回は護衛任務であった。
第二次世界大戦後、「イタリア」はアメリカ合衆国への賠償艦として割り当てられたが、1948年にラ・スペツィアにおいてスクラップとして解体された。